# Alex (fotbalista)
Alex Rodrigo Dias da Costa, zkráceně Alex (17. červen 1982 Niterói, Brazílie) je bývalý brazilský fotbalový obránce, který svoji hráčskou kariéru ukončil v roce 2016.

## Přestupy
- z Santos FC do Chelsea FC za 11 500 000 Euro
- z Chelsea FC do Paris Saint-Germain FC za 5 000 000 Euro
- z Paris Saint-Germain FC do AC Milan zadarmo

## Kariéra

### Klubová
Poté, co debutoval v brazilském klubu Santos FC, přestoupil v roce 2004 do anglického klubu Chelsea FC. Nový klub jej poslal na tři sezony do nizozemského klubu PSV Eindhoven na hostování. Zde vyhrává tři ligové tituly a dostává se s klubem do semifinále LM 2004/05.
V létě 2007 se vrací do klubu Chelsea FC. Debutoval dne 19. srpna 2007 v zápase proti Liverpoolu. První branku vstřelil 20. října proti Middlesbrough FC s přímého kopu.
O základní sestavu si řekl až s příchodem Scolariho, který sice nejdříve upřednostňoval Ricarda Carvalha, ale ten se zranil a tak dostává šanci v základní sestavě. Poté, co byl Scolari propuštěn pro špatné výsledky, přišel Guus Hiddink, který jej znal již dříve z PSV Eindhoven. Dostává více příležitostí a vypracoval se na jednoho z nejlepších obránců v Premier League. Alex je známý hlavně díky svým jedovatým střelám, tvrdosti a hlavičkovými schopnostmi. Mezi fanoušky Chelsea FC byl známý pod přezdívkou "tank", kvůli jeho velké váze a důrazu.

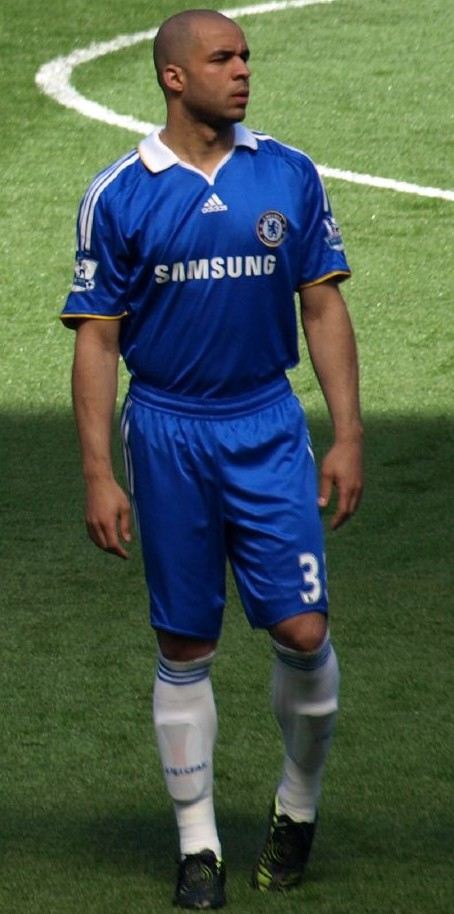
Alex v Chelsea FC

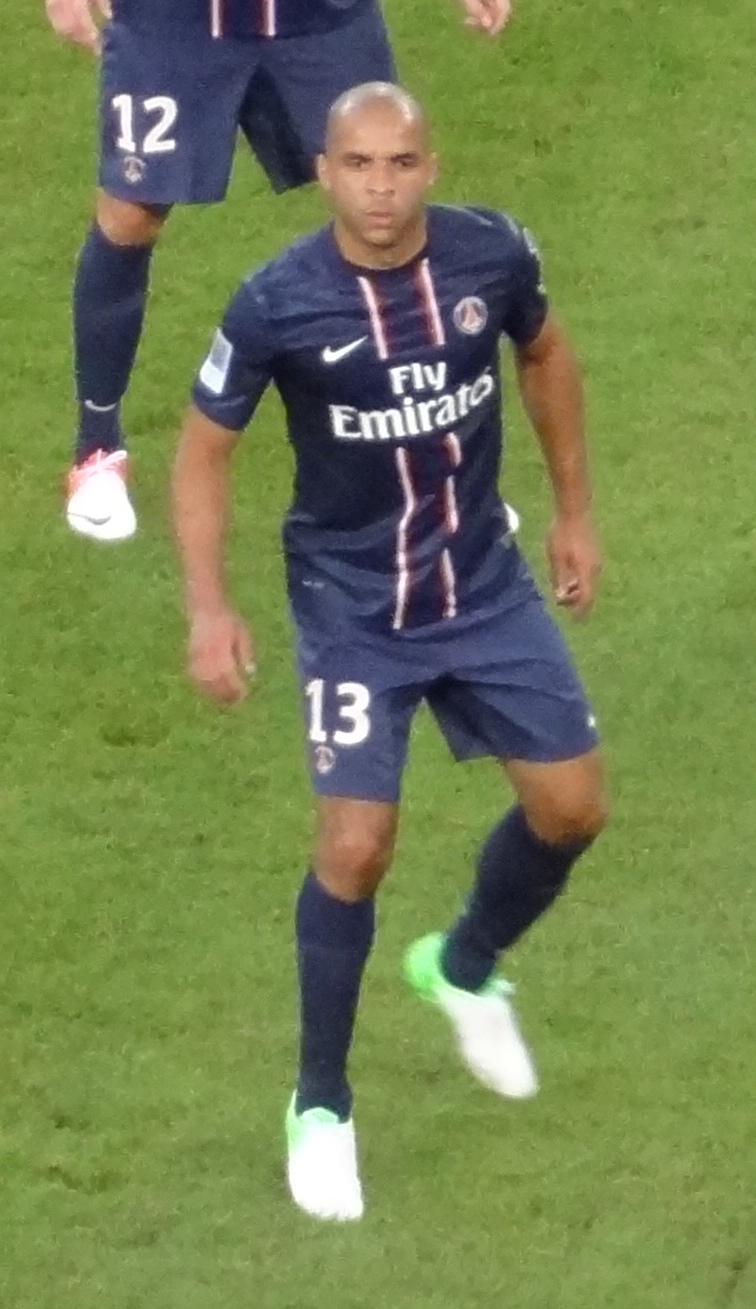
Alex během působení v PSG

Když na lavičku Chelsea FC usedl nový trenér André Villas-Boas, tak jeho hrací využitelnost byla malá a tak požádal vedení o přestup. Vedení mu vyhovělo v lednu v roce 2012 když jej prodalo do francouzského klubu PSG.
Svůj debut v novém klubu odehrál 12. února proti OGC Nice a první branku vstřelil o týden později 19. února proti Montpellier HSC. S klubem za tři sezony vyhrává dvakrát ligový titul a jednou domácí pohár. Když v létě roku 2014 přišel do klubu David Luiz, nebylo pro něj v klubu místo a neprodloužil tak svou smlouvu s klubem.
Na dvě sezony odešel do italského klubu AC Milán. Premiéru v novém klubu odehrál 31. srpna 2014 proti Laziu. První branku vstřelil až 17. května 2015 proti Sassuolu. Při utkání proti Parmě 1. února 2015 navlékl kapitánskou pásku. Po sezoně 2015/16 mu nebyla nabídnuta smlouva, a tak se rozhodl ukončit kariéru.

### Reprezentační
První utkání za Brazilský národní tým odehrál v roce 2003 během turnaje o Zlatý pohár CONCACAF 2003, kde získal stříbro. Také se zúčastnil turnaje Copa América 2007, kde pomohl vyhrát tento turnaj. Nikdy nebyl na MS, i když měl blízko v roce 2010, když byl náhradníkem. A tak poslední zápas odehrál 19. listopadu 2008 proti Portugalsku (6:2). Celkem odehrál 18 utkání a nevstřelil žádnou branku.

## Statistiky

### Klubové
| Sezóna              | Klub                | Liga                | Liga   | Liga | Ligové poháry | Ligové poháry | Ligové poháry | Kontinentální poháry | Kontinentální poháry | Kontinentální poháry | Celkem | Celkem |
| Sezóna              | Klub                | Soutěž              | Zápasy | Góly | Soutěž        | Zápasy        | Góly          | Soutěž               | Zápasy               | Góly                 | Zápasy | Góly   |
| ------------------- | ------------------- | ------------------- | ------ | ---- | ------------- | ------------- | ------------- | -------------------- | -------------------- | -------------------- | ------ | ------ |
| 2002                | Santos              | Séria A             | 25     | 3    | -             | 0             | 0             | -                    | 0                    | 0                    | 25     | 3      |
| 2003                | Santos              | Paulista+Séria A    | 6+34   | 1+9  | -             | 0             | 0             | PO+PS                | 13+6                 | 4+1                  | 59     | 15     |
| 2004                | Santos              | Paulista+Séria A    | 9+4    | 1+0  | -             | 0             | 0             | PO                   | 5                    | 1                    | 18     | 2      |
| Celkem za Santos    | Celkem za Santos    | Celkem za Santos    | 78     | 14   | -             | 0             | 0             | -                    | 24                   | 6                    | 102    | 20     |
| 2004/05             | Eindhoven           | Eredivisie          | 27     | 3    | NP            | 4             | 0             | LM                   | 13                   | 2                    | 44     | 5      |
| 2005/06             | Eindhoven           | Eredivisie          | 28     | 2    | NP+NS         | 2+1           | 0             | LM                   | 7                    | 0                    | 38     | 2      |
| 2006/07             | Eindhoven           | Eredivisie          | 29     | 6    | NP+NS         | 3+1           | 0             | LM                   | 8                    | 2                    | 41     | 8      |
| Celkem za Eindhoven | Celkem za Eindhoven | Celkem za Eindhoven | 84     | 11   | -             | 11            | 0             | -                    | 28                   | 4                    | 123    | 15     |
| 2007/08             | Chelsea             | Premier League      | 28     | 2    | AP+ALP+AS     | 2+3+0         | 0             | LM                   | 6                    | 1                    | 39     | 3      |
| 2008/09             | Chelsea             | Premier League      | 24     | 2    | AP+ALP        | 6+2           | 1+0           | LM                   | 9                    | 1                    | 41     | 4      |
| 2009/10             | Chelsea             | Premier League      | 16     | 1    | AP+ALP+AS     | 6+1+0         | 0             | LM                   | 2                    | 0                    | 25     | 1      |
| 2010/11             | Chelsea             | Premier League      | 15     | 2    | AP+ALP+AS     | 0+1+0         | 0             | LM                   | 4                    | 0                    | 20     | 2      |
| 2011/12             | Chelsea             | Premier League      | 3      | 0    | AP+ALP        | 0+3           | 0             | LM                   | 3                    | 0                    | 9      | 0      |
| Celkem za Chelsea   | Celkem za Chelsea   | Celkem za Chelsea   | 86     | 7    | -             | 24            | 1             | -                    | 24                   | 2                    | 134    | 10     |
| 2012                | PSG                 | Ligue 1             | 15     | 2    | FP+FLP        | 1+0           | 0             | -                    | 0                    | 0                    | 16     | 2      |
| 2012/13             | PSG                 | Ligue 1             | 24     | 2    | FP+FLP        | 1+0           | 0             | LM                   | 9                    | 2                    | 34     | 4      |
| 2013/14             | PSG                 | Ligue 1             | 31     | 2    | FP+FLP+FS     | 1+2+1         | 0+0+1         | LM                   | 7                    | 0                    | 42     | 3      |
| Celkem za PSG       | Celkem za PSG       | Celkem za PSG       | 70     | 6    | -             | 6             | 0             | -                    | 16                   | 2                    | 92     | 9      |
| 2014/15             | Milán               | Serie A             | 21     | 1    | IP            | 2             | 0             | -                    | 0                    | 0                    | 23     | 1      |
| 2015/16             | Milán               | Serie A             | 25     | 3    | IP            | 0             | 0             | -                    | 0                    | 0                    | 25     | 3      |
| Celkem za Milán     | Celkem za Milán     | Celkem za Milán     | 46     | 4    | -             | 2             | 0             | -                    | 0                    | 0                    | 48     | 4      |
| Celkově             | Celkově             | Celkově             | 364    | 42   | -             | 43            | 2             | -                    | 92                   | 14                   | 499    | 58     |

## Úspěchy

### Klubové
- vítěz  Brazilské ligy (1x)

Santos: 2002
- vítěz  Nizozemské ligy (3x)

Eindhoven: 2004/05, 2005/06, 2006/07
- vítěz  Anglické ligy (1x)

Chelsea: 2009/10
- vítěz  Francouzské ligy (2x)

PSG: 2012/13, 2013/14
- vítěz  Nizozemského poháru (1x)

Eindhoven: 2004/05
- vítěz  Anglického poháru (2x)

Chelsea: 2008/09, 2009/10
- vítěz  Anglického superpoháru (1x)

Chelsea: 2009
- vítěz Francouzského superpoháru (1x)

PSG: 2013
- vítěz  Francouzského ligového poháru (1x)

PSG: 2013/14

### Reprezentační
- 1× na Copa América (2007 – zlato)
- 1× na Zlatý pohár (2003 – stříbro)

### Individuální
- 2× v All stars ligy (2002, 2003)